# Nørager Kommune
Nørager Kommune i Nordjyllands Amt blev dannet ved kommunalreformen i 1970. Nørager var kommunesæde og kommunens største by. Ved strukturreformen i 2007 indgik kommunen i Rebild Kommune sammen med Støvring Kommune og Skørping Kommune.

## Rørbæk-Nørager Kommune
I 1966, altså 4 år før selve kommunalreformen, gik 2 sognekommuner frivilligt sammen om at danne Rørbæk-Nørager Kommune:
| Kommune                       | Folketal september 1965 | Byer    |
| ----------------------------- | ----------------------- | ------- |
| Kongens Tisted-Binderup-Durup | 1.841                   | Nørager |
| Rørbæk-Grynderup-Stenild      | 1.495                   | Rørbæk  |
| I alt                         | 3.336                   |         |

## Nørager kommune
Ved kommunalreformen blev Nørager Kommune dannet ved at endnu 2 sognekommuner blev lagt sammen med Rørbæk-Nørager:
| Kommune             | Folketal 1. januar 1970 | Byer      |
| ------------------- | ----------------------- | --------- |
| Rørbæk-Nørager      | 3.190                   |           |
| Brorstrup-Haverslev | 1.348                   | Haverslev |
| Ravnkilde           | 1.145                   | Ravnkilde |
| I alt               | 5.683                   |           |

## Sogne
Nørager Kommune bestod af følgende sogne:
- Binderup Sogn (Gislum Herred)
- Brorstrup Sogn (Års Herred)
- Durup Sogn (Gislum Herred)
- Grynderup Sogn (Gislum Herred)
- Haverslev Sogn (Års Herred)
- Kongens Tisted Sogn (Gislum Herred)
- Ravnkilde Sogn (Års Herred)
- Rørbæk Sogn (Gislum Herred)
- Stenild Sogn (Gislum Herred)

## Valgresultat 1970
| 1970                                                             | 2 | 1 |   | 6 | 8 | \| 2 \| 1 \| 6 \| 8 \| | 17 |  |  |
| Data hentet fra Danmarks Statistik, KMD Valg og Statens Arkiver. |   |   |   |   |   |                        |    |  |  |
| 2                                                                | 1 | 6 | 8 |   |   |                        |    |  |  |

## Borgmestre[4]
| Periode   | Navn              | Parti                       |
| --------- | ----------------- | --------------------------- |
| 1970-1978 | Ernst Wadgaard    | Venstre                     |
| 1978-1990 | Niels Juel Jensen | Venstre                     |
| 1990-1998 | Jens Ove Hansen   | Venstre                     |
| 1998-2006 | Poul Larsen       | Det Konservative Folkeparti |